# Fortuynia maculata
Fortuynia maculata är en kvalsterart som beskrevs av Malcolm Luxton 1986. Fortuynia maculata ingår i släktet Fortuynia och familjen Fortuyniidae. Inga underarter finns listade i Catalogue of Life.